# Rockstar London
Rockstar London Limited je britské vývojářské studio Rockstar Games, které sídlí v Londýně. Bylo založeno v listopadu 2005 Markem Washbrookem v prostorách evropské vydavatelské kanceláře Rockstar Games na King’s Road. Prvním titulem studia se stala hra Manhunt 2, kterou převzalo v květnu 2006 po uzavření Rockstar Vienna. Následně vyvinulo Midnight Club: L.A. Remix, což je verze hry Midnight Club: Los Angeles pro konzoli PlayStation Portable. Washbrook odešel ze studia v lednu 2011. V roce 2012 pomáhalo Rockstar London s vývojem videohry Max Payne 3.

## Vyvinuté tituly
| Rok  | Název                     | Platformy                                                                                           | Vydavatel      | Poznámky                                      |
| ---- | ------------------------- | --------------------------------------------------------------------------------------------------- | -------------- | --------------------------------------------- |
| 2007 | Manhunt 2                 | Microsoft Windows, PlayStation 2, PlayStation Portable, Wii                                         | Rockstar Games | Dříve vyvíjela společnost Rockstar Vienna     |
| 2008 | Midnight Club: L.A. Remix | PlayStation Portable                                                                                | Rockstar Games | —                                             |
| 2012 | Max Payne 3               | macOS, Microsoft Windows, PlayStation 3, Xbox 360                                                   | Rockstar Games | Vyvinuto jako součást Rockstar Studios        |
| 2013 | Grand Theft Auto V        | Microsoft Windows, PlayStation 3, PlayStation 4, PlayStation 5, Xbox 360, Xbox One, Xbox Series X/S | Rockstar Games | Pomáhalo společnosti Rockstar North s vývojem |
| 2018 | Red Dead Redemption 2     | Microsoft Windows, PlayStation 4, Stadia, Xbox One                                                  | Rockstar Games | Vyvinuto jako součást Rockstar Studios        |